# Portofino

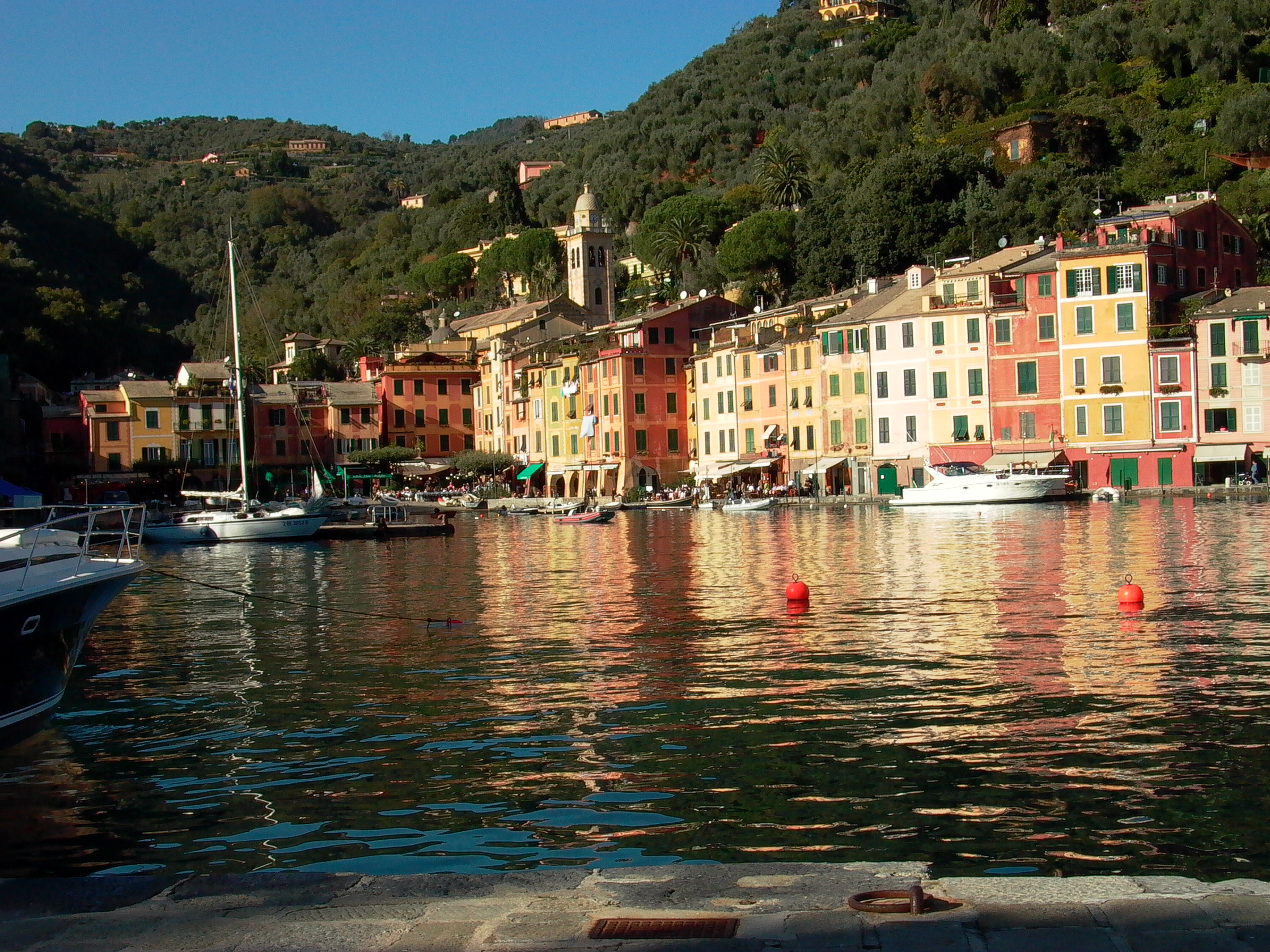
Golful Portofino

Portofino este un mic oraș (520 de locuitori) și o faimoasă stațiune în nord-vestul Italiei, pe țărmul Mediteranei, la poalele Apeninilor Ligurici. Portofino devine o destinație preferată pentru mediile aristocratice și intelectuale din Germania și Marea Britanie încă de la finele secolului XIX. La nord de oraș, pe vîrful unei coline ce domină golful Portofino, se află mănăstirea medievală San Girolamo (sec.XIII) cu una din cele mai romantice grădini din Europa. Peisajul de excepție, vegetația luxuriantă și arhitectura rafinată fac din Portofino una din cele mai elegante și fascinante locuri din bazinul Mediteranei. O reprezentare miniaturala fidelă a stațiunii Portofino a fost construită la Tokyo DisneySea în Japonia.

## Peisaje din Portofino pictate de Giuseppe Amisani
Cel mai emblematic pictor din Portofino a fost Giuseppe Amisani, cunoscut sub numele de “Pictorul regilor”, căruia Portofino i-a dedicat o plimbare pe faleza mării, “Promenada Amisani”. Când treci prin Bocche și urmezi drumul principal care coboară spre Portofino Mare, într-un punct determinat al traseului se poate vedea, încorporată în conglomerat, o placă de marmură cu inscripția: “Aici frumusețea lumii a zâmbit pentru ultima oară”. Giuseppe Amisani și-a petrecut timpul în acest loc în 1941 și obișnuia să picteze în aer liber.

## Demografie
Portofino - evoluția demografică

03006009001200150018611881191119311951197119912011populațiePopulația istorică din Portofino
Date: Recensăminte sau birourile de statistică - grafică realizată de Wikipedia